# Mark Singel

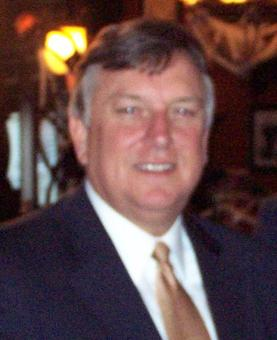
Mark Singel

Mark Stephen Singel (* 12. September 1953 in Johnstown, Pennsylvania) ist ein US-amerikanischer Politiker. Er war von 1987 bis 1995 Vizegouverneur von Pennsylvania und im Jahr 1993 kommissarischer Gouverneur des Staates.

## Frühe Jahre und Aufstieg
Mark Singel war Absolvent der Pennsylvania State University. Im Jahr 1980 wurde er in den Senat von Pennsylvania gewählt. Nach einer Wiederwahl im Jahr 1984 konnte er dieses Mandat bis Januar 1987 ausüben. In der Zwischenzeit war er als Kandidat der Demokratischen Partei zum Vizegouverneur seines Staates gewählt.

## Amtierender Gouverneur
Das Amt als Stellvertreter von Gouverneur Bob Casey hatte er zwischen 1987 und 1995 acht Jahre lang inne. Im Jahr 1992 bewarb sich Singel erfolglos um einen Sitz im US-Senat. Im Juni 1993 musste sich Gouverneur Casey einem ärztlichen Eingriff unterziehen, der ihn bis Dezember dieses Jahres an der Ausübung seines Amtes hinderte. Laut der Verfassung von Pennsylvania muss in solchen Situationen der Vizegouverneur das Amt des Gouverneurs als „Acting Governor“ übernehmen. Damit hat er zwar für die Zeit der Vertretung die Regierungsgewalt, ist aber nicht offizieller Gouverneur, weil dieses Amt immer noch der gewählte Amtsinhaber innehat, der zwar verhindert, aber weder zurückgetreten noch verstorben ist. In diesem Falle wurde Singel am 14. Juni 1993 zum Acting Governor bestellt und übte dieses Amt bis zum 13. Dezember dieses Jahres aus. An diesem Tag nahm Gouverneur Casey seine Arbeit wieder auf. In seiner kurzen Amtszeit konnte Singel keine besonderen Akzente setzten. Er senkte einige Steuern, führte in ganz Pennsylvania die Notrufnummer 911 ein, und bemühte sich um die Schaffung neuer Arbeitsplätze.

## Weiterer Lebenslauf
Nach der Rückkehr von Gouverneur Casey wurde Singel wieder Vizegouverneur. Im Jahr 1994 kandidierte Singel selbst für das Amt des Gouverneurs, unterlag aber dem Republikaner Tom Ridge. Diese Niederlage wurde auch von Gouverneur Casey mitverschuldet, der sich in der Abtreibungsfrage mit Singel überworfen hatte und dessen Wahlkampf nicht unterstützte. Nach seiner Niederlage wurde Singel Vorsitzender der Demokraten in Pennsylvania.
Singel trat im Jahr 2000 einer renommierten Anwaltskanzlei bei und ist im Vorstand der Penn State Harrisburg, einer lokalen Hochschule.